# Halifax (Karolina Północna)
Halifax – miasto w Stanach Zjednoczonych, w stanie Karolina Północna, siedziba administracyjna hrabstwa Halifax.